# Обтурация
Обтура́ция (лат. obturatio «закупоривание») — закупорка полого анатомического образования (кровеносного сосуда, жёлчного протока, мочеточника, бронха, кишечника и т. д.) с нарушением его проходимости. Нарушение проходимости может развиваться как в связи с патологией в пределах полого органа, так и из-за его сдавления извне (например, опухолью). В качестве синонимов обтурации используются термины обструкция и окклюзия:
- обстру́кция (от лат. obstructio «препятствие; запирание») обычно употребляется в случаях блокирования полого органа внутрипросветным или внеорганным[2] препятствием;
- окклю́зия (от лат. occlusio «сокрытие») — сужение просвета органа на фоне патологии его стенок[3], а также обеспечение герметизации плевральной полости при проникающих ранениях (окклюзионная повязка).

Однако различия в терминологии размыты, и часто наблюдается взаимозаменяемость этих терминов.